# Imdad Khan
Ustad Imdad Khan (1848 – 1920) è stato un musicista indiano, ricordato come uno dei maggiori suonatori di sitar e surbahar di sempre.
Una larga parte della sua stirpe, fra cui i figli Enayat Khan e Wahid Khan, i nipoti Vilayat Khan e Imrat Khan, e i bisnipoti  Shahid Parvez Khan, Shujaat Husain Khan, Nishat Khan e Irshad Khan, hanno tutti seguito il suo solco, diventando essi stessi luminari nel mondo della musica.
Ustad Imdad Khan nacque ad Agra, quarta generazione di quella che sarebbe diventata nota come la scuola Imdadkhani Gharana o Etawah Gharana, dal nome di una città vicino ad Agra dove la famiglia si sarebbe presto trasferita. Dopo aver ricevuto i primi insegnamenti dal padre, Sahabdad Khan, cantante e sitarista autodidatta, Imdad cominciò a sviluppare grandemente e a definire lo stile e la tecnica della famiglia. Imdad fu anche seguito dal leggendario Beenkar Bande Alì Khan, discepolo e genero di Ustad Haddu Khan.

## Storia
Nel XIX secolo, lo stile dominante nella musica classica strumentale del nord dell'India era il "Senia", tramandato dalla stirpe musicale dei discendenti di Miyan Tansen, che suonava in stile dhrupad. Imdad invece sviluppò uno stile basato sul nuovo stile di canto khyal, più popolare.
Imdad conseguì grande fama in vita: ha suonato al cospetto della Regina Vittoria a Delhi; è stato musicista di corte a Mysore e a Indore, ed è stato il primo sitarista di sempre di cui siano mai state effettuate registrazioni. Alcune di esse sono state pubblicate su CD nella compilation Great Gharanas: Imdadkhani nella serie della EMI Chairman's Choice.
Imdad insegnò a suonare il sitar e il surbahar ai suoi due figli, Enayat e Wahid, ai quali si riferiva come "le mie due mani". Entrambi suonavano entrambi gli strumenti, tuttavia Enayat si specializzò nel sitar, Wahid Khan nel surbahar.

## Leggenda
Si narra che quando era giovane a Etawah, Imdad si ritirò nel Chilla katna, il periodo di isolamento rituale dei musicisti indiani, per ben dodici anni. Quando con la famiglia si trasferì a Kolkata, la casa nella quale avevano vissuto fu battezzata "Riyaz" (esercizio).